# 寧舒 (加利福尼亞州)
寧舒（英語：Nimshew）是位於美國加利福尼亞州比尤特縣的一個非建制地區。該地的面積和人口皆未知。

## 地理
寧舒的座標為39°50′37″N 121°37′09″W / 39.84361°N 121.61917°W，而該地的平均海拔高度為674米（即2507英尺）。